# David Hellebuyck
David Hellebuyck (Nantua, 12 maggio 1979) è un ex calciatore francese, di ruolo centrocampista.

## Palmarès

### Club

#### Competizioni nazionali
- Ligue 2: 1

Saint-Étienne: 2003-2004